# Soufflerie de Banlève
La soufflerie de Banlève est une soufflerie de type Eiffel, située à Toulouse dans le département de la Haute-Garonne en région Occitanie.

## Géographie
Situé au cœur de Toulouse sur l’île du Ramier à l'intérieur de l'institut de mécanique des fluides de Toulouse où il constitue un de ses instruments scientifiques.
La soufflerie de Banlève appartient à la commune, qui l'a cédée par un bail emphytéotique à l'institut.

## Histoire
Les débuts de la construction de la soufflerie par le Ministère de l'air, débutent en 1936, pour tester la prise aux vents et les écoulements d'air autour des avions de l'armée de l'air. Installée à l'air libre, elle est inaugurée en 1937. Elle sert alors aux études préparatoires à la construction des grands barrages pyrénéens, ou a des essais de carènes et de flotteurs pour le compte de Latécoère. 
René Kieger construit en 1940 le bâtiment qui abrite encore aujourd'hui la soufflerie. Le but d'un tel bâtiment est de permettre des essais dans toutes les conditions atmosphériques. 
Robert Trilhe ajoute d'autres bâtiments en 1960 : hall des maquettes, laboratoire d'hydraulique.
La soufflerie de Banlève (machine et bâtiment) est inscrite au titre des monuments historiques par arrêté du 26 novembre 1997, et bénéficie du label « Patrimoine du XXe siècle ».

## Description

### La soufflerie
La soufflerie est de type Eiffel à veine ouverte. Elle fait 26 mètres de longueur pour 2,40 mètres de diamètre et permet une vitesse de flux de 40 mètres par seconde. 

### Le bâtiment
Côté sud, des volets mobiles permettent l'entrée d'air, la sortie d'air se faisant par la façade courbe présentant des ailettes de béton. La couverture est constituée d'une balle de béton suspendue à une charpente extérieure à arcs en béton. Le bâtiment en lui-même se compose de deux cylindres, imbriqués l'un dans l'autre. Un cylindre permet de réguler l'entrée d'air. L'autre cylindre, en ossature de béton et remplissage de brique abrite la salle d'expérience et les appareils de mesure.  